# Nati il 13 ottobre

## XII secolo(1)
- 1162 - Eleonora d'Inghilterra, regina († 1214)

## XIV secolo(3)
- 1320 - Perenelle Flamel, alchimista francese († 1397)
- 1370 - Alianore Holland, nobile britannica († 1405)
- 1381 - Thomas FitzAlan, XII conte di Arundel, militare e politico inglese († 1415)

## XV secolo(3)
- 1453 - Edoardo di Lancaster, principe inglese († 1471)
- 1474 - Mariotto Albertinelli, pittore italiano († 1515)
- 1499 - Claudia di Francia, sovrana († 1524)

## XVI secolo(4)
- 1563 - Francesco Caracciolo, presbitero italiano († 1608)
- 1569 - Giuseppe Passi, scrittore italiano
- 1576 - Giovanni Lorenzo Baldano, poeta e magistrato italiano († 1660)
- 1591 - Cosimo Fanzago, scultore e architetto italiano († 1678)

## XVII secolo(18)
- 1610 - Giacomo de Angelis, cardinale e arcivescovo cattolico italiano († 1695)
- 1612 - Giacinto Platania, pittore, decoratore e ingegnere italiano († 1691)
- 1613 - Luisa di Guzmán, nobile portoghese († 1666)
- 1613 - Carlo Ferdinando Vasa, vescovo cattolico polacco († 1655)
- 1621 - Giovanni Antonio Cavazzi da Montecuccolo, missionario, francescano e scrittore italiano († 1678)
- 1625 - Pierre Nicole, filosofo e teologo francese († 1695)
- 1631 - Michael Oswald von Thun-Hohenstein, conte e funzionario boemo († 1694)
- 1644 - Sipihr Shikoh, principe indiano († 1708)
- 1648 - Francesca Maddalena d'Orléans, nobile francese († 1664)
- 1650 - Maria Teresa del Liechtenstein, principessa austriaca († 1716)
- 1661 - Cornelius van Steenoven, arcivescovo vetero-cattolico olandese († 1725)
- 1680 - Caterina Opalińska, sovrana polacca († 1747)
- 1687 - Giorgio Massari, architetto italiano († 1766)
- 1696 - John Hervey, II barone Hervey, nobile, politico e scrittore inglese († 1743)
- 1696 - Safiye Sultan, principessa ottomana († 1778)
- 1698 - Giacomo Ceruti, pittore italiano († 1767)
- 1700 - Antonio Fanzaresi, pittore italiano († 1772)
- 1700 - Charles-François Toustain, storico, diplomatista e religioso francese († 1754)

## XVIII secolo(42)
- 1701 - Cristiano Filippo di Waldeck e Pyrmont, nobile tedesco († 1728)
- 1703 - Andrea Belli, architetto maltese († 1772)
- 1703 - Francisco Ximenes de Texada, militare spagnolo († 1775)
- 1713 - Allan Ramsay, pittore britannico († 1784)
- 1717 - John Armstrong Senior, politico e generale statunitense († 1795)
- 1719 - Maurizio Pedetti, architetto italiano († 1799)
- 1721 - Claude de Thiard de Bissy, generale francese († 1810)
- 1728 - Guillaume Le Trosne, economista francese († 1780)
- 1731 - Charlotte Murray, nobildonna scozzese († 1805)
- 1737 - Francesco Leopoldo Bertoldi, scrittore, poeta e presbitero italiano († 1824)
- 1744 - Mary Ludwig Hays McCauley, patriota statunitense († 1832)
- 1744 - Pierre-Louis de La Rochefoucauld, vescovo cattolico francese († 1792)
- 1745 - Armand Marc de Montmorin-Saint-Hérem, politico francese († 1792)
- 1747 - Ange-François Fariau, poeta e traduttore francese († 1810)
- 1748 - Franz von Werneck, generale austriaco († 1806)
- 1754 - Giovanni Antonio Sintich, vescovo cattolico e letterato dalmata († 1837)
- 1756 - James Gambier, I barone Gambier, ammiraglio britannico († 1833)
- 1764 - Luisa di Stolberg-Gedern, principessa († 1828)
- 1766 - Louis Marie de Lescure, generale francese († 1793)
- 1766 - Giuseppe Longhi, incisore italiano († 1831)
- 1771 - Johann Fischer von Waldheim, entomologo e paleontologo tedesco († 1853)
- 1772 - Pietro Buratti, poeta italiano († 1832)
- 1773 - Edoardo Ignazio Calvo, poeta e medico italiano († 1804)
- 1774 - Wilhelm von Krauseneck, generale prussiano († 1850)
- 1775 - John Wentworth Loring, ammiraglio britannico († 1852)
- 1778 - Edoardo Fabbri, drammaturgo e politico italiano († 1853)
- 1780 - Ferdinando Quaglia, miniatore e litografo italiano († 1853)
- 1781 - Lazar Ferdinand von Brunetti, diplomatico e nobile italiano († 1847)
- 1785 - Maria Anna d'Assia-Homburg, nobildonna tedesca († 1846)
- 1785 - Georg Wilhelm Issel, pittore tedesco († 1870)
- 1787 - William Brockedon, pittore, scrittore e inventore britannico († 1854)
- 1789 - Joséphine Fodor, soprano francese († 1870)
- 1791 - Giuseppe Bianchi, astronomo italiano († 1866)
- 1792 - Moritz Hauptmann, compositore e musicologo tedesco († 1868)
- 1792 - Francesco Landi, generale italiano († 1861)
- 1793 - Antoine Desboeufs, medaglista e scultore francese († 1862)
- 1794 - Ernst Friedrich Gurlt, veterinario e anatomista tedesco († 1882)
- 1795 - James McDowell, politico statunitense († 1851)
- 1796 - Anders Adolf Retzius, anatomista e antropologo svedese († 1860)
- 1797 - Dong Haichuan, insegnante cinese († 1882)
- 1797 - William Motherwell, poeta, scrittore e giornalista scozzese († 1835)
- 1799 - Louis Marie Quicherat, latinista, lessicografo e musicologo francese († 1884)

## XIX secolo(173)
- 1801 - Quirinus Harder, architetto olandese († 1880)
- 1802 - Zaccaria Bricito, arcivescovo cattolico italiano († 1851)
- 1802 - Giuseppe Siccardi, giurista e politico italiano († 1857)
- 1803 - John Catlin, politico e avvocato statunitense († 1874)
- 1803 - Rafał Hadziewicz, pittore polacco († 1883)
- 1803 - Carlo Poerio, patriota, avvocato e politico italiano († 1867)
- 1807 - Bonaventura Atanasio, vescovo cattolico italiano († 1877)
- 1807 - Hans Conon von der Gabelentz, politico e linguista tedesco († 1874)
- 1811 - Henri Rosellen, pianista, compositore e insegnante francese († 1876)
- 1813 - Facundo Bacardi, imprenditore spagnolo († 1886)
- 1813 - Imre Henszlmann, architetto, storico dell'arte e archeologo slovacco († 1888)
- 1814 - Jules Quicherat, storico francese († 1882)
- 1816 - Benjamin Harris Brewster, politico statunitense († 1888)
- 1817 - Agostino Farina, politico italiano († 1896)
- 1818 - Louis Appia, medico svizzero († 1898)
- 1819 - Aurelio Saffi, patriota e politico italiano († 1890)
- 1821 - Évariste-Vital Luminais, pittore francese († 1896)
- 1821 - Rudolf Virchow, patologo, scienziato e antropologo tedesco († 1902)
- 1822 - Luigi Giordani, cardinale e arcivescovo cattolico italiano († 1893)
- 1822 - Joaquín Larraín Gandarillas, arcivescovo cattolico cileno († 1897)
- 1822 - Achille Sansi, storico e funzionario italiano († 1891)
- 1824 - Ugo Pepoli, militare e patriota italiano († 1896)
- 1824 - Carl Gustaf Thomson, entomologo svedese († 1899)
- 1825 - Hugh Grosvenor, I duca di Westminster, nobile e politico inglese († 1899)
- 1825 - Charles Frederick Worth, stilista britannico († 1895)
- 1827 - Giuseppe Fanelli, patriota, politico e anarchico italiano († 1877)
- 1829 - Giovanni Battista Ferrari, pittore italiano († 1906)
- 1830 - Giovan Battista Riva, pittore italiano († 1910)
- 1832 - Andrej Andreevič Popov, pittore russo († 1896)
- 1833 - Edward Blake, politico canadese († 1912)
- 1833 - Domenico Brunenghi, diplomatico italiano († 1910)
- 1833 - Pierre Lorillard IV, imprenditore statunitense († 1901)
- 1835 - Agnese di Württemberg, scrittrice tedesca († 1886)
- 1835 - Alphonse Milne-Edwards, naturalista e zoologo francese († 1900)
- 1837 - Charles Buls, politico belga († 1914)
- 1837 - Bartolomeo Gianolio, avvocato e politico italiano († 1903)
- 1839 - Vincenzo De Blasio Di Palizzi, politico italiano († 1906)
- 1839 - Alois Monti, pediatra austriaco († 1909)
- 1840 - Mosè Bianchi, pittore italiano († 1904)
- 1842 - Antonio Pasculli, oboista e compositore italiano († 1924)
- 1842 - Giuseppe Triani, magistrato, avvocato e politico italiano († 1917)
- 1842 - Enrico Uziel, patriota italiano († 1860)
- 1843 - Friedrich Matz, archeologo tedesco († 1874)
- 1844 - Francesco Conteduca, marinaio italiano († 1930)
- 1844 - Albert Socin, orientalista svizzero († 1899)
- 1846 - Giulia Salzano, religiosa italiana († 1929)
- 1847 - Maurice Camille Bailloud, generale francese († 1921)
- 1847 - Aleksandr Pavlovič Lenskij, attore, regista teatrale e docente russo († 1908)
- 1847 - Oswald von Richthofen, politico tedesco († 1906)
- 1848 - Salome Dadiani, principessa georgiana († 1913)
- 1848 - Gennaro Pantalena, attore e impresario teatrale italiano († 1915)
- 1850 - Pellegrino Matteucci, esploratore e geografo italiano († 1881)
- 1851 - Edoardo Daneo, politico e avvocato italiano († 1922)
- 1851 - Ignazio Marsengo-Bastia, magistrato e politico italiano († 1910)
- 1851 - Angelo Pezzaglia, attore italiano († 1915)
- 1851 - Charles Sprague Pearce, pittore statunitense († 1914)
- 1851 - Ryōkichi Yatabe, botanico giapponese († 1899)
- 1853 - Francesco De Rosa, militare italiano († 1896)
- 1853 - Martin Kollár, presbitero, giornalista e politico slovacco († 1919)
- 1853 - Lillie Langtry, attrice britannica († 1929)
- 1853 - Marie Ohier, giocatrice di croquet francese († 1941)
- 1853 - Gilda Ruta, pianista e compositrice italiana († 1932)
- 1854 - Arturo Buzzi-Peccia, compositore italiano († 1946)
- 1854 - William Rawson, calciatore sudafricano († 1932)
- 1856 - Eduardo Bianchini, militare italiano († 1896)
- 1858 - Cleto González Víquez, politico costaricano († 1937)
- 1860 - Giovanni Amici, avvocato e politico italiano († 1921)
- 1860 - Maurizio Mario Moris, militare e politico italiano († 1944)
- 1860 - John Garibaldi Sargent, politico e statistico statunitense († 1939)
- 1861 - Isaac Cline, meteorologo statunitense († 1955)
- 1861 - Alexander Frenz, pittore tedesco († 1941)
- 1862 - John Commons, economista statunitense († 1945)
- 1862 - Richard James Horatio Gottheil, ebraista statunitense († 1936)
- 1862 - Mary Kingsley, scrittrice, etnologa e africanista britannica († 1900)
- 1863 - Martin Aagaard, pittore norvegese († 1913)
- 1865 - Vincenzo Ottorino Gentiloni, politico italiano († 1916)
- 1865 - Raffaele Piras, vescovo cattolico italiano († 1911)
- 1865 - Vitaliano Rotellini, editore e giornalista italiano († 1930)
- 1866 - Georg Groddeck, medico e psicoanalista tedesco († 1934)
- 1867 - Ettore Arrigoni degli Oddi, ornitologo e naturalista italiano († 1942)
- 1867 - Guy Boothby, scrittore australiano († 1905)
- 1867 - Maxime Dethomas, disegnatore, pittore e incisore francese († 1929)
- 1867 - Jacques Huber, botanico svizzero († 1914)
- 1867 - Giacomo Inaudi, italiano († 1950)
- 1869 - Richard Breitenfeld, baritono tedesco († 1942)
- 1869 - Giuseppe Faranda, medico, politico e antifascista italiano († 1946)
- 1869 - William Alphonso Murrill, micologo e botanico statunitense († 1957)
- 1870 - Giulio Ascoli, medico italiano († 1916)
- 1870 - Lelio Gaviglio, aviatore italiano († 1924)
- 1870 - Albert Jay Nock, saggista statunitense († 1945)
- 1871 - Hilda Borgström, attrice svedese († 1953)
- 1871 - Roffredo Caetani, nobile, compositore e collezionista d'arte italiano († 1961)
- 1871 - Paul Federn, medico e psicoanalista austriaco († 1950)
- 1871 - Daiun Sogaku Harada, maestro zen giapponese († 1961)
- 1871 - Jānis Poruks, scrittore lettone († 1911)
- 1872 - Isaia Baldrati, botanico e agronomo italiano († 1957)
- 1872 - Blaise Diagne, politico francese († 1934)
- 1872 - Louise Closser Hale, attrice statunitense († 1933)
- 1872 - Henry Kistemaeckers, drammaturgo belga († 1938)
- 1872 - Kid McCoy, pugile e attore statunitense († 1940)
- 1872 - Víctor Manuel Román y Reyes, politico nicaraguense († 1950)
- 1872 - Walter Wild, calciatore e dirigente sportivo inglese († 1953)
- 1873 - Omero Franceschi, politico italiano († 1955)
- 1873 - Georgios Kafantaris, politico greco († 1946)
- 1873 - Frans Schraven, vescovo cattolico olandese († 1937)
- 1874 - Kiyotsugu Hirayama, astronomo giapponese († 1943)
- 1874 - Reginald Fleming Johnston, diplomatico britannico († 1938)
- 1874 - Vincent Lorant-Heilbronn, regista, scenografo e pittore francese († 1912)
- 1874 - Alessandro Peroni, pianista e compositore italiano († 1964)
- 1875 - Pietro Ermenegildo Daniele, matematico italiano († 1949)
- 1875 - Matteo Della Corte, archeologo e epigrafista italiano († 1962)
- 1875 - Serafino Marchionni, monaco cristiano e inventore italiano († 1963)
- 1879 - Gerald Charles Dickens, ammiraglio inglese († 1962)
- 1879 - Edward Hennig, ginnasta e multiplista statunitense († 1960)
- 1879 - Tita Piaz, alpinista italiano († 1948)
- 1880 - Max Götze, pistard tedesco († 1944)
- 1880 - Zoltán Schenker, schermidore ungherese († 1966)
- 1881 - Max Bondi, imprenditore e politico italiano († 1928)
- 1881 - Eugénie Cotton, scienziata francese († 1967)
- 1881 - Kálmán Csathó, scrittore, commediografo e regista teatrale ungherese († 1964)
- 1881 - Karel Kotouč, calciatore boemo († 1922)
- 1881 - Albert Michotte, psicologo belga († 1965)
- 1881 - John Oxley, lunghista statunitense († 1925)
- 1881 - Antonino Parlapiano Vella, politico italiano († 1961)
- 1882 - Ruggero Lupi, attore italiano († 1933)
- 1882 - Ethel Warwick, attrice e modella britannica († 1951)
- 1883 - Mario Buda, anarchico italiano († 1963)
- 1883 - Aleksandr Il'ič Egorov, generale sovietico († 1939)
- 1884 - Terenzio Grandi, letterato, pubblicista e tipografo italiano († 1981)
- 1885 - Viggo Brun, matematico norvegese († 1978)
- 1885 - Hans Endrerud, calciatore norvegese († 1957)
- 1885 - Fritz Gajewski, imprenditore tedesco († 1965)
- 1885 - Mario Sarto, scultore italiano († 1955)
- 1886 - Bindo Chiurlo, critico letterario e poeta italiano († 1943)
- 1886 - Ben Stom, calciatore olandese († 1965)
- 1887 - Jozef Tiso, presbitero e politico slovacco († 1947)
- 1888 - Eric Crockford, hockeista su prato britannico († 1958)
- 1888 - Raoul Heide, schermidore norvegese († 1978)
- 1888 - Charles Scharrès, pianista, compositore e pedagogo belga († 1957)
- 1889 - Pádraig de Brún, matematico e scrittore irlandese († 1960)
- 1889 - Ewald Daub, direttore della fotografia tedesco († 1946)
- 1889 - Douglass Dumbrille, attore canadese († 1974)
- 1889 - Walter J. Turner, scrittore australiano († 1946)
- 1890 - Giulio De Benedetti, giornalista italiano († 1978)
- 1890 - Conrad Richter, scrittore, sceneggiatore e giornalista statunitense († 1968)
- 1891 - Tadeusz Byliński, militare polacco († 1944)
- 1891 - Helge Bäckander, ginnasta svedese († 1958)
- 1891 - Ugo Ferradini, calciatore e arbitro di calcio italiano
- 1891 - Franciszek Polniaszek, militare polacco († 1940)
- 1891 - Irene Rich, attrice statunitense († 1988)
- 1891 - Ludwig Weber, compositore tedesco († 1947)
- 1892 - Luigi Bazzi, progettista italiano († 1986)
- 1892 - Gilda Dalla Rizza, soprano italiano († 1975)
- 1892 - Malcolm McGregor, attore statunitense († 1945)
- 1893 - Luka Kaliterna, allenatore di calcio e calciatore croato († 1984)
- 1893 - Plinio Marconi, architetto, ingegnere e urbanista italiano († 1974)
- 1893 - Kurt Reidemeister, matematico tedesco († 1971)
- 1893 - Nicholas John Spykman, statunitense († 1943)
- 1894 - Giuseppe Giriodi, notaio e calciatore italiano († 1981)
- 1895 - Giorgio Alberto Chiurco, medico e patologo italiano († 1975)
- 1895 - Giorgio Piccardi, chimico italiano († 1972)
- 1895 - Giuseppe Ravegnani, scrittore, critico letterario e giornalista italiano († 1964)
- 1895 - Kurt Schumacher, politico tedesco († 1952)
- 1895 - Robert Heinrich Wagner, politico e militare tedesco († 1946)
- 1895 - Carl Westergren, lottatore svedese († 1958)
- 1897 - Domenico Chiaramello, politico italiano († 1986)
- 1898 - Fred Lauer, pallanuotista statunitense († 1960)
- 1899 - Piero Dusio, imprenditore, calciatore e dirigente sportivo italiano († 1975)
- 1899 - Vittorio Pisani, illustratore e pittore italiano († 1974)
- 1899 - Aleksej Aleksandrovič Surkov, poeta, critico letterario e politico sovietico († 1983)
- 1899 - Willo Welzenbach, alpinista tedesco († 1934)
- 1900 - Carlo De Stefani, politico e antifascista italiano († 1971)
- 1900 - Ghislaine Dommanget, attrice teatrale francese († 1991)

## XX secolo(803)
- 1901 - Domenico Alice, calciatore italiano
- 1901 - Gino Baghetti, attore e doppiatore italiano († 1977)
- 1901 - Beppe Levrero, pittore italiano († 1986)
- 1901 - Gennaro Miceli, politico e ingegnere italiano († 1976)
- 1901 - Cipriano Nunes dos Santos, calciatore portoghese († 1964)
- 1901 - Enrico Paulucci, pittore italiano († 1999)
- 1902 - Arna Bontemps, poeta e scrittore statunitense († 1973)
- 1902 - Luther Evans, politologo statunitense († 1981)
- 1902 - Gurli Ewerlund, nuotatrice svedese († 1985)
- 1902 - Giovanni Farina, calciatore italiano
- 1902 - Franco Giorgetti, pistard e ciclista su strada italiano († 1983)
- 1902 - Mario Moretti, calciatore italiano
- 1902 - Edoardo Moroni, politico italiano († 1975)
- 1902 - Ștefan Odobleja, medico rumeno († 1978)
- 1902 - Shigeyoshi Suzuki, allenatore di calcio e calciatore giapponese († 1971)
- 1903 - Michail Matkovskij, politico russo († 1968)
- 1903 - Dino Terra, scrittore italiano († 1995)
- 1903 - Şehzade Ali Vasib, principe ottomano († 1983)
- 1904 - Boris Ėmmanuilovič Chajkin, direttore d'orchestra bielorusso († 1972)
- 1904 - Jules Limbeck, calciatore e allenatore di calcio ungherese († 1952)
- 1905 - Yves Allégret, regista e sceneggiatore francese († 1987)
- 1905 - Coloman Braun-Bogdan, allenatore di calcio e calciatore rumeno († 1983)
- 1905 - Germana Marucelli, stilista italiana († 1983)
- 1905 - José Nehin, calciatore argentino († 1957)
- 1905 - Jean-Édouard-Lucien Rupp, arcivescovo cattolico francese († 1983)
- 1905 - Einar Snitt, calciatore svedese († 1973)
- 1906 - Edward Carrere, scenografo statunitense († 1984)
- 1906 - George Fissler, nuotatore statunitense († 1975)
- 1906 - Willi Völker, calciatore tedesco († 1945)
- 1906 - Aloha Wanderwell, viaggiatrice, esploratrice e fotografa canadese († 1996)
- 1907 - Nicola Ceravolo, dirigente sportivo italiano († 1988)
- 1907 - Aldo Garosci, storico, politico e antifascista italiano († 2000)
- 1907 - Bobby Gurney, allenatore di calcio e calciatore inglese († 1994)
- 1907 - Karl Stoiber, calciatore austriaco († 1994)
- 1907 - János Víg, calciatore ungherese († 1949)
- 1908 - Jan Foltys, scacchista cecoslovacco († 1952)
- 1908 - Eduardo Ordóñez, allenatore di calcio e calciatore portoricano († 1969)
- 1908 - José Sastre Perciba, calciatore spagnolo († 1962)
- 1909 - Bachisio Mastinu, militare e partigiano italiano († 1989)
- 1909 - Carlo Bernari, scrittore, antifascista e partigiano italiano († 1992)
- 1909 - Art Tatum, pianista statunitense († 1956)
- 1910 - Claudia Baccarini, supercentenaria italiana († 2024)
- 1910 - Mario Carta, ingegnere minerario italiano († 1985)
- 1910 - Jean Howard, attrice statunitense († 2000)
- 1910 - Magnar Isaksen, calciatore norvegese († 1979)
- 1910 - Mario Mazzuca, rugbista a 15 e dirigente sportivo italiano († 1983)
- 1910 - Robert McKimson, regista e animatore statunitense († 1977)
- 1910 - Emilio Orlandini, ufficiale e aviatore italiano († 1964)
- 1910 - H.W.L. Poonja, religioso indiano († 1997)
- 1910 - Freddie Wolff, velocista britannico († 1988)
- 1911 - Ashok Kumar, attore indiano († 2001)
- 1911 - Raffaele Ceciliato, calciatore italiano
- 1911 - André Navarra, violoncellista francese († 1988)
- 1911 - Millosh Gjergj Nikolla, poeta albanese († 1938)
- 1911 - Ulderico Sacchetto, militare e marinaio italiano († 1941)
- 1911 - Bruno Sartori, aviatore italiano († 1995)
- 1912 - Bernard V. Bothmer, egittologo statunitense († 1993)
- 1912 - Anselmo Durigon, militare italiano († 1943)
- 1912 - Cornel Wilde, attore e regista ungherese († 1989)
- 1913 - Guido Costa, ciclista e dirigente sportivo italiano († 1999)
- 1913 - Isa Petrozzani, pittrice italiana († 1989)
- 1913 - Sebastiano Riera Coromina, religioso spagnolo († 1936)
- 1913 - Cyril Leo Toumanoff, storico e genealogista russo († 1997)
- 1914 - Sergio Donadoni, egittologo italiano († 2015)
- 1914 - Francesco Volpi, aviatore italiano († 2019)
- 1915 - Arthur Burks, matematico statunitense († 2008)
- 1915 - Terry Frost, pittore inglese († 2003)
- 1915 - Sof'ja Nikolaevna Golovkina, ballerina e coreografa russa († 2004)
- 1915 - Albert Ritserveldt, ciclista su strada belga († 2002)
- 1915 - Otello Trombetta, calciatore italiano († 1999)
- 1916 - Giovanni Alberti, calciatore e allenatore di calcio uruguaiano
- 1916 - John Aloysius O'Keefe, astronomo e geodeta statunitense († 2000)
- 1916 - Lily Vincenti, attrice italiana
- 1918 - Mario Ghiglione, calciatore italiano († 2003)
- 1918 - Jack MacGowran, attore irlandese († 1973)
- 1918 - Franco Mezzadra, militare e marinaio italiano († 1943)
- 1918 - Lorenzo Ruffini, calciatore italiano
- 1918 - Robert Walker, attore statunitense († 1951)
- 1919 - Delia Garcés, attrice argentina († 2001)
- 1919 - Gunnar Garpö, bobbista svedese († 1976)
- 1919 - Hans Hermann Groër, cardinale, arcivescovo cattolico e abate austriaco († 2003)
- 1919 - Rodolfo Guerrini, politico e sindacalista italiano († 2003)
- 1919 - Åke Julin, pallanuotista e nuotatore svedese († 2008)
- 1919 - Jackie Ronne, esploratrice statunitense († 2009)
- 1920 - Umberto Cesari, pianista italiano († 1992)
- 1920 - Albert Hague, attore e compositore tedesco († 2001)
- 1920 - Laraine Day, attrice statunitense († 2007)
- 1920 - Andrea Nespolo, calciatore italiano
- 1920 - Domenico Quaranta, militare e partigiano italiano († 1944)
- 1920 - Khamlillal Shah, nuotatore e pallanuotista indiano († 1989)
- 1921 - Salvador Minuchin, pediatra, psichiatra e psicoterapeuta argentino († 2017)
- 1921 - Yves Montand, cantante e attore italiano († 1991)
- 1921 - Bill Thomas, costumista statunitense († 2000)
- 1922 - Ugo Bianchi, storico delle religioni italiano († 1995)
- 1922 - Nat Clifton, cestista e giocatore di baseball statunitense († 1990)
- 1922 - Lino Morbioli, calciatore italiano
- 1922 - Antonio Sabatelli, pittore, ceramista e scultore italiano († 2001)
- 1922 - Linards Tauns, scrittore lettone († 1963)
- 1922 - Claudio Truffi, sindacalista e funzionario italiano († 1986)
- 1923 - Meyer Dolinsky, sceneggiatore statunitense († 1984)
- 1923 - Inger Jacobsen, cantante norvegese († 1996)
- 1923 - Henry Orenstein, giocatore di poker, imprenditore e inventore polacco († 2021)
- 1923 - Viking Palm, lottatore svedese († 2009)
- 1923 - Faas Wilkes, calciatore olandese († 2006)
- 1924 - Fausto Del Ponte, politico italiano († 2012)
- 1924 - Giuseppe Fassino, politico italiano († 2012)
- 1924 - Helmi Höhle, schermitrice tedesca († 2012)
- 1924 - Roberto Eduardo Viola, generale e politico argentino († 1994)
- 1925 - Lenny Bruce, comico e cabarettista statunitense († 1966)
- 1925 - Lorenzo De Vitto, politico italiano († 1994)
- 1925 - Frank D. Gilroy, drammaturgo, regista e sceneggiatore statunitense († 2015)
- 1925 - Robert Massin, grafico, direttore artistico e tipografo francese († 2020)
- 1925 - Charlie Parsley, cestista e allenatore di pallacanestro statunitense († 1997)
- 1925 - Sergio Tarquinio, pittore, incisore e illustratore italiano
- 1925 - Margaret Thatcher, politica britannica († 2013)
- 1925 - Gustav Winckler, cantante danese († 1979)
- 1926 - Jesse L. Brown, ufficiale statunitense († 1950)
- 1926 - Ray Brown, contrabbassista statunitense († 2002)
- 1926 - Sergio Capogna, regista cinematografico, sceneggiatore e montatore italiano († 1977)
- 1926 - Michele Giuffrida, dirigente sportivo italiano († 2012)
- 1926 - Killer Kowalski, wrestler canadese († 2008)
- 1926 - Sol Stein, scrittore e editore statunitense († 2019)
- 1926 - Martin Ťapák, regista, attore e ballerino slovacco († 2015)
- 1927 - Marcello Ceccarelli, fisico e astronomo italiano († 1984)
- 1927 - Aurelio Ciacci, partigiano e politico italiano († 2008)
- 1927 - Guido Figone, ginnasta italiano († 1998)
- 1927 - Lee Konitz, sassofonista e compositore statunitense († 2020)
- 1927 - Turgut Özal, politico turco († 1993)
- 1928 - Federico Orlando, giornalista e politico italiano († 2014)
- 1928 - Berto Pisano, compositore, direttore d'orchestra e arrangiatore italiano († 2002)
- 1928 - Ken Scott, attore statunitense († 1986)
- 1928 - Giorgio Stegani, regista e sceneggiatore italiano († 2020)
- 1929 - Adalet Ağaoğlu, giornalista, scrittrice e drammaturga turca († 2020)
- 1929 - Harold Bradley, pittore, attore e cantante statunitense († 2021)
- 1929 - Fermino Cassin, ex calciatore italiano
- 1929 - Pullu Demanuele, calciatore maltese († 2007)
- 1929 - Richard Howard, poeta, traduttore e critico letterario statunitense († 2022)
- 1929 - Juca, allenatore di calcio e calciatore portoghese († 2007)
- 1929 - Paquita Rico, attrice e cantante spagnola († 2017)
- 1930 - José Gregori, politico e avvocato brasiliano († 2023)
- 1930 - Eddie Lim, cestista filippino († 2002)
- 1930 - Sergio Matto, cestista uruguaiano († 1990)
- 1930 - Zeke Zawoluk, cestista statunitense († 2007)
- 1931 - Dritëro Agolli, scrittore e politico albanese († 2017)
- 1931 - István Gulyás, tennista ungherese († 2000)
- 1931 - Raymond Kopa, calciatore francese († 2017)
- 1931 - Eddie Mathews, giocatore di baseball e allenatore di baseball statunitense († 2001)
- 1931 - José Luis Jordán Peña, ingegnere spagnolo († 2014)
- 1931 - Pierre Rolland, critico musicale, direttore artistico e conduttore radiofonico canadese († 2011)
- 1932 - Ed Kalafat, cestista statunitense († 2019)
- 1932 - Dušan Makavejev, regista e sceneggiatore jugoslavo († 2019)
- 1932 - Liliane Montevecchi, attrice, ballerina e cantante francese († 2018)
- 1932 - Paolo Terni, scrittore, musicologo e conduttore radiofonico italiano († 2015)
- 1932 - John Griggs Thompson, matematico statunitense
- 1932 - Ivan Vandor, compositore e etnomusicologo italiano († 2020)
- 1933 - Thomas Henry Bingham, giudice britannico († 2010)
- 1933 - Mario Forgione, giornalista e saggista italiano († 1999)
- 1933 - Narriman Sadiq, nobile egiziana († 2005)
- 1933 - Gunnar Persson, fumettista e disegnatore svedese († 2018)
- 1933 - Mark Anatol'evič Zacharov, regista e sceneggiatore sovietico († 2019)
- 1934 - Jack Colvin, attore statunitense († 2005)
- 1934 - Nana Mouskouri, cantante e politica greca
- 1934 - Ruggero Pierantoni, biofisico, psicologo e politico italiano († 2025)
- 1934 - Giorgio Trevisan, fumettista, pittore e illustratore italiano († 2024)
- 1935 - Corrado Perli, calciatore italiano († 2018)
- 1936 - José Luis Azcueta, calciatore spagnolo († 2014)
- 1936 - Shirley Bunnie Foy, cantante e percussionista statunitense († 2016)
- 1936 - Elizabeth Furse, politica e attivista keniota († 2021)
- 1936 - Cliff Gorman, attore statunitense († 2002)
- 1936 - Tony Knapp, calciatore e allenatore di calcio inglese († 2023)
- 1936 - Jim McMullan, attore statunitense († 2016)
- 1936 - Judi Meredith, attrice statunitense († 2014)
- 1936 - Christine Nöstlinger, scrittrice e illustratrice austriaca († 2018)
- 1936 - Billy White, calciatore inglese († 2000)
- 1937 - Adolph Bachmeier, calciatore rumeno († 2016)
- 1937 - Edward Balcerzan, scrittore, poeta e traduttore polacco
- 1937 - Jo Fedeli, cantante italiano
- 1937 - Sami Frey, attore francese
- 1937 - Rudolf Seiters, politico tedesco
- 1938 - Giuseppe Ardito, militare italiano († 2009)
- 1938 - Shirley Caesar, mezzosoprano, cantautrice e cantante statunitense
- 1938 - Konstantin Chudjakov, regista sovietico
- 1938 - Enzo Dara, basso italiano († 2017)
- 1938 - Fred van Dorp, pallanuotista olandese († 2023)
- 1938 - Rita Liese, ex cestista tedesca
- 1938 - Camille Perl, presbitero lussemburghese († 2018)
- 1938 - Jacques Raymond, cantante belga
- 1938 - Michael Smuin, ballerino, coreografo e direttore teatrale statunitense († 2007)
- 1939 - Pietro Biondi, doppiatore, attore e direttore del doppiaggio italiano
- 1939 - T.J. Cloutier, giocatore di poker statunitense
- 1939 - Melinda Dillon, attrice statunitense († 2023)
- 1939 - Ricciotti Greatti, ex calciatore italiano
- 1939 - Giorgio La Malfa, politico, economista e saggista italiano
- 1939 - Viktor Lisickij, ginnasta sovietico († 2023)
- 1939 - Carlo Longhini, sindacalista, scultore e storico italiano († 2013)
- 1939 - Elisenda Paluzie, economista e politica spagnola
- 1940 - Chris Farlowe, cantante britannico
- 1940 - Giovanni Ferrante, politico italiano († 2012)
- 1940 - Enrico Ghidetti, critico letterario italiano
- 1940 - Maurizio Iapicca, politico italiano
- 1940 - Pharoah Sanders, sassofonista statunitense († 2022)
- 1940 - Dave Smith, archivista e saggista statunitense († 2019)
- 1941 - Neil Aspinall, manager e produttore discografico britannico († 2008)
- 1941 - Lluís Clavell, presbitero e filosofo spagnolo
- 1941 - Paul Simon, cantautore e chitarrista statunitense
- 1942 - Rutanya Alda, attrice lettone
- 1942 - George Lee Andrews, attore teatrale e cantante statunitense
- 1942 - Francesco Castiello, politico italiano († 2024)
- 1942 - Giuseppe Ferrero, ex calciatore italiano
- 1942 - Carlo Gori, ex calciatore italiano
- 1942 - Frančeska Al'fredovna Jarbusova, scenografa sovietica
- 1942 - Jerry Jones, dirigente sportivo statunitense
- 1942 - Walter McGowan, pugile britannico († 2016)
- 1942 - Jan Kanty Pawluśkiewicz, musicista e compositore polacco
- 1942 - Pamela Tiffin, modella e attrice statunitense († 2020)
- 1943 - Rick Boyer, scrittore statunitense
- 1943 - Joseph Chennoth, arcivescovo cattolico indiano († 2020)
- 1943 - Siegfried Kirschen, arbitro di calcio tedesco († 2024)
- 1943 - Peter Sauber, imprenditore svizzero
- 1943 - Jacques Verger, medievista francese
- 1944 - Jörg Berger, allenatore di calcio e calciatore tedesco († 2010)
- 1944 - Gianni Bonichon, bobbista italiano († 2010)
- 1944 - Jean-Claude Bouttier, pugile e attore francese († 2019)
- 1944 - Charlotte Bunch, scrittrice e attivista statunitense
- 1944 - Robert Lamm, musicista, polistrumentista e cantautore statunitense
- 1944 - Werner Linde, ex cestista lettone
- 1944 - Luis María Zugazaga, ex calciatore spagnolo
- 1945 - Karen Akers, attrice, cantante e cabarettista statunitense
- 1945 - Christophe, cantautore francese († 2020)
- 1945 - Dési Bouterse, politico e militare surinamese († 2024)
- 1945 - Susan McBain, ex attrice pornografica statunitense
- 1945 - Luc Van den Brande, politico belga
- 1946 - Edwina Currie, scrittrice, giornalista e ex politica britannica
- 1946 - Lacy J. Dalton, cantautrice statunitense
- 1946 - Michel Granger, artista francese
- 1946 - Irmgard Griss, magistrato e politica austriaca
- 1946 - Max Méreaux, compositore e musicologo francese
- 1946 - Dorothy Moore, cantante statunitense
- 1946 - Gilbert Roussel, regista, sceneggiatore e produttore cinematografico francese
- 1946 - Joseph Szepesi, ex schermidore rumeno
- 1946 - Giuseppe Valotto, generale italiano
- 1946 - Demond Wilson, attore e scrittore statunitense
- 1946 - Jan Lambert Wirix-Speetjens, vescovo vetero-cattolico belga († 2008)
- 1947 - Susan Blommaert, attrice statunitense
- 1947 - Joe Dolce, cantautore, scrittore e poeta statunitense
- 1947 - Antonio Espinós, dirigente sportivo spagnolo
- 1947 - Adriano Fedele, ex calciatore e allenatore di calcio italiano
- 1947 - Sammy Hagar, cantante e chitarrista statunitense
- 1947 - Bob Houghton, allenatore di calcio e ex calciatore inglese
- 1947 - Avi Lerner, produttore cinematografico israeliano
- 1947 - Robert David Levin, pianista, musicologo e compositore statunitense
- 1948 - Alan Bray, storico e attivista britannico († 2001)
- 1948 - Guido Elmi, produttore discografico, musicista e arrangiatore italiano († 2017)
- 1948 - Nusrat Fateh Ali Khan, cantante e musicista pakistano († 1997)
- 1948 - Salvatore Ligorio, arcivescovo cattolico italiano
- 1948 - Domenico Lo Jucco, politico e manager italiano
- 1948 - Viktor Rašnikov, imprenditore russo
- 1948 - Nina Ročeva, fondista sovietica († 2022)
- 1949 - Nana Aleksandrija, scacchista sovietica
- 1949 - Edoardo Aldo Cerrato, vescovo cattolico italiano
- 1949 - Raimundo Fagner, cantante, musicista e attore brasiliano
- 1949 - Marisol Malaret, modella, conduttrice televisiva e giornalista portoricana († 2023)
- 1949 - Leona Mitchell, soprano statunitense
- 1949 - Patrick Nève, pilota di Formula 1 belga († 2017)
- 1950 - Ali Abu Shwaima, imam giordano
- 1950 - Renata Biserni, doppiatrice, attrice teatrale e psicologa italiana
- 1950 - Gianni Candussi, allenatore di calcio e ex calciatore italiano
- 1950 - Barbara Hawcroft, ex tennista australiana
- 1950 - Tamer Levent, attore, regista e direttore artistico turco
- 1950 - Giovanni Monteforte, chitarrista e compositore italiano
- 1950 - Simon Nicol, chitarrista e cantante inglese
- 1950 - Stefano Patrizi, attore e montatore italiano
- 1950 - Marcello Perazzetti, allenatore di pallacanestro italiano
- 1950 - Marco Protasi, matematico e informatico italiano († 1998)
- 1950 - Annegret Richter, ex velocista tedesca
- 1950 - Teresa Riera Madurell, politica spagnola
- 1950 - Rolf Rüssmann, dirigente sportivo e calciatore tedesco († 2009)
- 1951 - Eduardo Gómez Quintero, ex cestista dominicano
- 1951 - Antōnīs Kafetzopoulos, attore turco
- 1951 - Hans Kniewasser, sciatore alpino austriaco († 2012)
- 1951 - Mary Lambert, regista statunitense
- 1951 - Matthieu Nguyễn Văn Khôi, vescovo cattolico vietnamita
- 1951 - Elie Onana, calciatore camerunese († 2018)
- 1952 - Michael Clifford, astronauta statunitense († 2021)
- 1952 - Eugenio Di Rienzo, storico italiano
- 1952 - Gordon Hodgson, calciatore inglese († 1999)
- 1952 - Beverly Johnson, supermodella e attrice statunitense
- 1952 - Helmut F. Kaplan, filosofo austriaco
- 1952 - John Lone, attore cinese
- 1952 - Claudio Maderloni, politico italiano
- 1952 - Henry Padovani, cantautore, chitarrista e compositore francese
- 1952 - Alan Stephens, ex calciatore inglese
- 1953 - Eamonn O'Keefe, allenatore di calcio e ex calciatore inglese
- 1953 - Leonard Petrosyan, politico karabakho († 1999)
- 1953 - Oscar Azarcon Solis, vescovo cattolico filippino
- 1954 - Charles Giordano, tastierista e fisarmonicista statunitense
- 1954 - Haytham bin Tariq Al Sa'id, sultano omanita
- 1954 - Silvio Micali, matematico, crittografo e informatico italiano
- 1954 - Park Yung-joo, ex calciatore sudcoreano
- 1954 - Mordechai Vanunu, attivista israeliano
- 1954 - Sieglinde Zemmer, ex sciatrice alpina italiana
- 1955 - Patrick Dewael, politico belga
- 1955 - João Leite, politico e ex calciatore brasiliano
- 1955 - Uwe Krause, ex calciatore tedesco
- 1955 - Detlef Michel, ex giavellottista tedesco
- 1955 - Richard Money, allenatore di calcio e ex calciatore britannico
- 1955 - Sergej Šepelev, ex hockeista su ghiaccio russo
- 1956 - Chris Carter, regista, sceneggiatore e produttore televisivo statunitense
- 1956 - Oliviero Diliberto, ex politico e giurista italiano
- 1956 - Andreas Langer, ex combinatista nordico tedesco orientale
- 1956 - Danny Pieters, politico belga
- 1956 - Melvyn Tan, pianista singaporiano
- 1956 - Trương Mỹ Lan, imprenditrice vietnamita
- 1956 - Luigino Vascon, politico italiano († 2022)
- 1957 - Arturo Brachetti, trasformista, attore e illusionista italiano
- 1957 - Jean-Michel Byron, cantante sudafricano
- 1957 - Lincoln Child, scrittore statunitense
- 1957 - Mr. Collipark, disc jockey e beatmaker statunitense
- 1957 - Giorgio De Giorgis, ex calciatore, procuratore sportivo e dirigente sportivo italiano
- 1957 - Marco Doria, storico e politico italiano
- 1957 - Future Man, percussionista, inventore e compositore statunitense
- 1957 - Lino Guzzella, ingegnere svizzero
- 1957 - Arnt Kortgaard, ex calciatore norvegese
- 1957 - Marc Macaulay, attore statunitense
- 1957 - Eduardo Malásquez, ex calciatore peruviano
- 1957 - Stefano Pedica, politico italiano
- 1957 - Volker Strycek, docente, manager e ex pilota automobilistico tedesco
- 1957 - Reggie Theus, ex cestista e allenatore di pallacanestro statunitense
- 1958 - Maria Cantwell, politica statunitense
- 1958 - Cherrelle, cantante statunitense
- 1958 - Peter Coleman-Wright, baritono australiano
- 1958 - Sandy Collins, ex tennista statunitense
- 1958 - Dwayne Evans, ex velocista statunitense
- 1958 - Jamal Khashoggi, scrittore e giornalista saudita († 2018)
- 1958 - Oh Seok-jae, ex calciatore sudcoreano
- 1958 - Izumi Matsumoto, fumettista giapponese († 2020)
- 1959 - Massimo Bonini, dirigente sportivo, allenatore di calcio e ex calciatore sammarinese
- 1959 - Dan DiDio, fumettista e editore statunitense
- 1959 - Robert Jarczyk, attore, regista e sceneggiatore tedesco
- 1959 - Scott McPherson, drammaturgo e attore teatrale statunitense († 1992)
- 1959 - Marie Osmond, cantante e conduttrice televisiva statunitense
- 1959 - Maria Luisa Pellizzari, dirigente pubblica e poliziotta italiana
- 1959 - Wayne Pygram, attore e percussionista australiano
- 1959 - Dorian Ștefan, ex calciatore rumeno
- 1960 - Joey Belladonna, cantante statunitense
- 1960 - Zsuzsa Boksay, ex cestista ungherese
- 1960 - Otto Guevara, politico costaricano
- 1960 - Vicky Hartzler, politica statunitense
- 1960 - Miloslav Roľko, ex nuotatore cecoslovacco
- 1960 - Richard Sammel, attore tedesco
- 1960 - Carla Sands, imprenditrice statunitense
- 1960 - Mike Sturgis, batterista e compositore statunitense
- 1960 - René Torres, ex calciatore venezuelano
- 1960 - Mariko Tsutsui, attrice giapponese
- 1960 - Pe Werner, cantante tedesca
- 1961 - Bill Camp, attore statunitense
- 1961 - Paolo Carignani, pianista e direttore d'orchestra italiano
- 1961 - Derek Harper, ex cestista statunitense
- 1961 - Doc Rivers, ex cestista, allenatore di pallacanestro e dirigente sportivo statunitense
- 1961 - Selma Boragina, ex cestista brasiliana
- 1961 - Doron Shefa, ex cestista israeliano
- 1961 - Abderrahmane Sissako, regista mauritano
- 1961 - Elvis Tsui, attore cinese
- 1962 - Harry Cody, chitarrista svedese
- 1962 - Michael Good, ex astronauta statunitense
- 1962 - Marcelo Ingaramo, ex tennista argentino
- 1962 - T'Keyah Crystal Keymáh, attrice, comica e cantante statunitense
- 1962 - Martial Le Minoux, doppiatore, direttore del doppiaggio e attore teatrale francese
- 1962 - Valérie Létard, politica francese
- 1962 - Thierry Magnaldi, ex pilota motociclistico e pilota di rally francese
- 1962 - Margareth Menezes, cantante, attrice teatrale e politica brasiliana
- 1962 - Kelly Preston, attrice e modella statunitense († 2020)
- 1962 - Jerry Rice, ex giocatore di football americano statunitense
- 1963 - Anne Bennent, attrice svizzera
- 1963 - Don Callis, ex wrestler e dirigente d'azienda canadese
- 1963 - Chip Foose, designer e imprenditore statunitense
- 1963 - Isabelle Gélinas, attrice canadese
- 1963 - Gildardo Gómez, ex calciatore colombiano
- 1963 - Hiro Kanagawa, attore e drammaturgo giapponese
- 1963 - Maria Paola Merloni, imprenditrice e ex politica italiana
- 1963 - Baqytjan Saǵyntaev, politico kazako
- 1963 - Francesco Scimeca, allenatore di pallacanestro italiano
- 1964 - Dario Ballantini, imitatore, attore e pittore italiano
- 1964 - Allen Covert, attore e produttore cinematografico statunitense
- 1964 - Marco Di Battista, pianista italiano
- 1964 - Douglas Emhoff, avvocato statunitense
- 1964 - Tim Firth, drammaturgo, sceneggiatore e paroliere britannico
- 1964 - Ugo Grassi, giurista e politico italiano
- 1964 - Niè Hǎishèng, astronauta cinese
- 1964 - Christopher Judge, attore e doppiatore statunitense
- 1964 - Gi Kalweit, cantante e pittrice statunitense
- 1964 - Masaya Onosaka, doppiatore giapponese
- 1964 - Gad Saad, psicologo libanese
- 1964 - Marco Travaglio, giornalista, saggista e opinionista italiano
- 1964 - Matt Walsh, attore, comico e sceneggiatore statunitense
- 1965 - Tatiana Dessi, doppiatrice italiana
- 1965 - Anton Doboș, ex calciatore rumeno
- 1965 - Mehmet Duraković, allenatore di calcio e ex calciatore australiano
- 1965 - Ralph Eggleston, regista e animatore statunitense († 2022)
- 1965 - Sabina Frederic, politica e antropologa argentina
- 1965 - Charlie Jones, bassista britannico
- 1965 - Johan Museeuw, ex ciclista su strada e ciclocrossista belga
- 1965 - Silvia Persi, ex nuotatrice italiana
- 1965 - Philippe Torreton, attore francese
- 1966 - Angelo Deruggiero, allenatore di calcio e ex calciatore italiano
- 1966 - Thomas Goletz, fumettista tedesco
- 1966 - Greg Hubbard, ex cestista australiano
- 1966 - Ursula Martinez, scrittrice, cabarettista e attrice teatrale britannica
- 1966 - Rocco Morabito, mafioso italiano
- 1966 - Hiroyuki Okiura, regista, sceneggiatore e animatore giapponese
- 1966 - John Regis, ex velocista britannico
- 1967 - Biyi Bandele, scrittore, drammaturgo e regista nigeriano († 2022)
- 1967 - Marco Banderas, attore pornografico uruguaiano
- 1967 - Mauro Dal Sie, ex rugbista a 15 e allenatore di rugby a 15 italiano
- 1967 - Jean-Luc Dogon, ex calciatore francese
- 1967 - Lia Giovanazzi Beltrami, scrittrice e regista italiana
- 1967 - Kenny Green, ex cestista statunitense
- 1967 - Trevor Hoffman, ex giocatore di baseball statunitense
- 1967 - Pablo Laso, allenatore di pallacanestro e ex cestista spagnolo
- 1967 - Hannu Lintu, direttore d'orchestra finlandese
- 1967 - Alfredo Santaelena, ex calciatore e allenatore di calcio spagnolo
- 1967 - Aimone di Savoia-Aosta, dirigente d'azienda italiano
- 1967 - Javier Sotomayor, ex altista cubano
- 1967 - Steve Vickers, ex calciatore inglese
- 1967 - Kate Walsh, attrice statunitense
- 1967 - Aleksander Čeferin, avvocato e dirigente sportivo sloveno
- 1968 - Kay Bluhm, ex canoista tedesco
- 1968 - Tisha Campbell-Martin, attrice, cantante e comica statunitense
- 1968 - Irina Chudoroškina, ex pesista russa
- 1968 - Alex Ferns, attore scozzese
- 1968 - Maurizio Ganz, allenatore di calcio e ex calciatore italiano
- 1968 - Laith Hussein, ex calciatore iracheno
- 1968 - Aleksandr Kovalëv, allenatore di pallacanestro russo
- 1968 - Carlos Marín, cantante spagnolo († 2021)
- 1969 - Rossella Accoto, politica italiana
- 1969 - Rhett Akins, cantante statunitense
- 1969 - Adrien Beard, doppiatore, regista e sceneggiatore statunitense
- 1969 - Andrej Buškov, ex pattinatore artistico su ghiaccio russo
- 1969 - Paolo Franchi, regista e sceneggiatore italiano
- 1969 - Șerban Ghenea, tecnico del suono rumeno
- 1969 - Nancy Kerrigan, ex pattinatrice artistica su ghiaccio statunitense
- 1969 - Rhonda Mapp, ex cestista e allenatrice di pallacanestro statunitense
- 1969 - Lev Mayorov, calciatore e allenatore di calcio azero († 2020)
- 1969 - Cady McClain, attrice e cantante statunitense
- 1969 - Akemi Noda, allenatrice di calcio e ex calciatrice giapponese
- 1969 - Laura Pepe, storica, latinista e grecista italiana
- 1969 - Aaron Rosenberg, scrittore e autore di giochi statunitense
- 1969 - Omari Tetradze, ex calciatore sovietico
- 1970 - Rateb Al-Awadat, calciatore giordano († 2021)
- 1970 - Fuad Amin, ex calciatore saudita
- 1970 - Aleksej Arifullin, calciatore russo († 2017)
- 1970 - Vario Bagnoli, ex cestista italiano
- 1970 - Francesco Billari, statistico italiano
- 1970 - Duke Droese, ex wrestler statunitense
- 1970 - Ann Grossman, allenatrice di tennis e ex tennista statunitense
- 1970 - Rob Howley, ex rugbista a 15 e allenatore di rugby a 15 britannico
- 1970 - Diego Mancino, cantautore e musicista italiano
- 1970 - Marco Mian, ex cestista e allenatore di pallacanestro italiano
- 1970 - Paul Potts, cantante britannico
- 1970 - Carl Williams, mafioso australiano († 2010)
- 1971 - Francesco Antonioni, compositore italiano
- 1971 - Sacha Baron Cohen, attore, comico e sceneggiatore britannico
- 1971 - André Bergdølmo, allenatore di calcio e calciatore norvegese
- 1971 - Billy Bush, conduttore televisivo e conduttore radiofonico statunitense
- 1971 - Pyrros Dīmas, ex sollevatore, politico e dirigente sportivo albanese
- 1971 - Sebastian Fitzek, scrittore tedesco
- 1971 - Jason Friedberg, regista, sceneggiatore e produttore cinematografico statunitense
- 1971 - Tor Gunnar Johnsen, ex calciatore norvegese
- 1971 - Marc Lamborelle, ex calciatore lussemburghese
- 1971 - Johanna Lind, modella e conduttrice televisiva svedese
- 1971 - Irv Smith, ex giocatore di football americano statunitense
- 1971 - Luis Tosar, attore e musicista spagnolo
- 1972 - Filiberto Azcuy, lottatore cubano
- 1972 - Alessandro Bottoni, triatleta italiano
- 1972 - Danny Lloyd, attore statunitense
- 1972 - Gaëtan Roussel, cantautore e chitarrista francese
- 1972 - Summer Sanders, ex nuotatrice statunitense
- 1972 - Rafał Sznajder, schermidore polacco († 2014)
- 1973 - Brian Dawkins, ex giocatore di football americano statunitense
- 1973 - Guillaume Florent, velista francese
- 1973 - Matt Hughes, artista marziale misto statunitense
- 1973 - Nanako Matsushima, attrice e modella giapponese
- 1973 - Ole Öhman, batterista svedese
- 1973 - Fausto Russo Alesi, attore e regista teatrale italiano
- 1973 - Sarah Turine, politica belga
- 1973 - Radim Špaček, regista, produttore cinematografico e attore ceco
- 1974 - Vadim Ajupov, ex schermidore russo
- 1974 - Ivano Della Morte, dirigente sportivo, allenatore di calcio e ex calciatore italiano
- 1974 - Fabio Fabiani, pilota automobilistico italiano
- 1974 - Milan Kadlec, dirigente sportivo, ex ciclista su strada e pistard ceco
- 1974 - Sherin Khankan, religiosa e attivista danese
- 1974 - Peter Lockyer, attore e tenore statunitense
- 1974 - Camila Raznovich, conduttrice televisiva italiana
- 1974 - Marius Skinderis, allenatore di calcio e ex calciatore lituano
- 1975 - Tadahiro Akiba, allenatore di calcio e ex calciatore giapponese
- 1975 - Noam Behr, ex tennista israeliano
- 1975 - Simon Lee Evans, arbitro di calcio gallese
- 1975 - Matt Jordan, ex calciatore statunitense
- 1975 - Fernando Manuel Pinto Rodrigues, ex calciatore portoghese
- 1975 - Darrel Scoville, ex hockeista su ghiaccio canadese
- 1976 - Jevhen Aranovs'kyj, arbitro di calcio ucraino
- 1976 - Vanessa Chinitor, cantante belga
- 1976 - Fabricio Fuentes, ex calciatore argentino
- 1976 - Nawaf Shukralla, arbitro di calcio bahreinita
- 1976 - Tero Koskela, ex calciatore finlandese
- 1976 - Fabrizio Pelliccioni, ex calciatore sammarinese
- 1976 - Carl Robinson, allenatore di calcio e ex calciatore gallese
- 1976 - Juan Manuel Sara, allenatore di calcio e ex calciatore argentino
- 1976 - Jennifer Sky, attrice, ex modella e attivista statunitense
- 1977 - Quincy Carter, ex giocatore di football americano statunitense
- 1977 - DJ Paul, rapper, produttore discografico e disc jockey statunitense
- 1977 - Antonio Di Natale, ex calciatore italiano
- 1977 - Susanne Hennig-Wellsow, politica tedesca
- 1977 - Sarah M'Barek, allenatrice di calcio e ex calciatrice francese
- 1977 - Andrea Mari, fantino italiano († 2021)
- 1977 - Ivan Medvid, ex calciatore bosniaco
- 1977 - Eefke Mulder, hockeista su prato olandese
- 1977 - Kaliappan Nanthakumar, calciatore malese
- 1977 - Robert Nippoldt, illustratore tedesco
- 1977 - Paul Pierce, ex cestista statunitense
- 1977 - Eduardo Ramírez Aguilar, politico messicano
- 1977 - Kiele Sanchez, attrice statunitense
- 1977 - Hélder Sousa, ex calciatore portoghese
- 1977 - Giulia Troiano, attrice italiana
- 1977 - Katrin Wagner, canoista tedesca
- 1978 - Norberto Araujo, ex calciatore argentino
- 1978 - Binia Beeli, giocatrice di curling svizzera
- 1978 - Eduardo Buenavista, maratoneta, mezzofondista e siepista filippino
- 1978 - Ellen Estes, ex pallanuotista statunitense
- 1978 - Marie Ferdinand, ex cestista statunitense
- 1978 - Markus Heikkinen, ex calciatore finlandese
- 1978 - Ervin Hoxha, poliziotto e politico albanese
- 1978 - Annalisa Insardà, attrice italiana
- 1978 - Denis Jur'evič Logunov, microbiologo russo
- 1978 - Petrit Malaj, politico albanese
- 1978 - Gisbel Morales, ex calciatore cubano
- 1978 - Jermaine O'Neal, ex cestista statunitense
- 1978 - Aubrey Reese, ex cestista e allenatore di pallacanestro statunitense
- 1978 - Jan Šimák, ex calciatore ceco
- 1979 - Wes Brown, ex calciatore inglese
- 1979 - Camilla Filippi, attrice italiana
- 1979 - Patrick Kalupa, attore tedesco
- 1979 - Mamadou Niang, ex calciatore senegalese
- 1979 - Karim Ouattara, ex cestista francese
- 1979 - Francesco Renzi, cantautore e produttore discografico italiano
- 1979 - Aleh Strachanovič, ex calciatore bielorusso
- 1979 - Namsaknoi Yudthagarngamtorn, thaiboxer thailandese
- 1979 - Eduardo Adelino da Silva, ex calciatore brasiliano
- 1980 - Ashanti, cantautrice, attrice e produttrice discografica statunitense
- 1980 - David Haye, ex pugile britannico
- 1980 - Magne Hoseth, allenatore di calcio e ex calciatore norvegese
- 1980 - Martin Kamburov, ex calciatore bulgaro
- 1980 - Rudy Mater, allenatore di calcio e ex calciatore francese
- 1980 - Scott Parker, allenatore di calcio e ex calciatore inglese
- 1980 - Yui Sakakibara, coreografa, ballerina e cantante giapponese
- 1980 - Salyu, cantante giapponese
- 1980 - Tininho, ex calciatore mozambicano
- 1980 - Thomas Whalan, pallanuotista australiano
- 1981 - João Henrique de Andrade Amaral, ex calciatore brasiliano
- 1981 - Yahya Berrabah, lunghista marocchino
- 1981 - Marcel Duft, ex giocatore di football americano tedesco
- 1981 - Mira Eklund, attrice, cantante e compositrice svedese
- 1981 - Jared Emerson-Johnson, compositore statunitense
- 1981 - Ángel Figueroa, ex cestista portoricano
- 1981 - Stephen Hoiles, rugbista a 15 australiano
- 1981 - Vytautas Janušaitis, nuotatore lituano
- 1981 - Patrik Křap, calciatore ceco
- 1981 - Dimitrios Mougios, canottiere greco
- 1981 - Kele Okereke, cantante e musicista britannico
- 1981 - Taccjana Pjatrėnja, ginnasta bielorussa
- 1981 - Krešimir Režić, allenatore di calcio croato
- 1981 - Zora Škrabalová, ex cestista ceca
- 1982 - Kári Árnason, ex calciatore islandese
- 1982 - Raúl Cárdenas Zambrano, ex cestista, allenatore di pallacanestro e dirigente sportivo ecuadoriano
- 1982 - Davide Carteri, ex calciatore italiano
- 1982 - Hans Cornelis, allenatore di calcio e ex calciatore belga
- 1982 - Thierry Fidjeu, ex calciatore camerunese
- 1982 - Mika Hijii, attrice, modella e personaggio televisivo giapponese
- 1982 - Luboš Ilizi, ex calciatore slovacco
- 1982 - Jo Yoon-hee, attrice sudcoreana
- 1982 - Tamás Kulcsár, calciatore ungherese
- 1982 - Phil Mer, batterista e compositore italiano
- 1982 - Donaldo Morales, calciatore honduregno
- 1982 - Antonio Pavanello, dirigente sportivo e ex rugbista a 15 italiano
- 1982 - Gonzalo Segares, ex calciatore costaricano
- 1982 - Jon Stevenson, allenatore di calcio e ex calciatore inglese
- 1982 - Ondřej Synek, canottiere ceco
- 1982 - Ian Thorpe, ex nuotatore australiano
- 1982 - Adrián de Lemos, calciatore costaricano
- 1983 - Natalie Darwitz, ex hockeista su ghiaccio statunitense
- 1983 - Marcus Delpizzo, giocatore di calcio a 5 brasiliano
- 1983 - Gonzalo García García, allenatore di calcio e ex calciatore uruguaiano
- 1983 - Kim Min-jae, ex sollevatore sudcoreano
- 1983 - Serge Lofo, calciatore della Repubblica Democratica del Congo
- 1983 - Tautvydas Lydeka, ex cestista lituano
- 1983 - Yuka Miyazaki, ex calciatrice giapponese
- 1983 - Mike Rockenfeller, pilota automobilistico tedesco
- 1983 - Vahe T'adewosyan, ex calciatore armeno
- 1983 - Kamerion Wimbley, giocatore di football americano statunitense
- 1983 - Katia Winter, attrice svedese
- 1984 - Nicolas Fauvergue, ex calciatore francese
- 1984 - Marco Iannone, attore italiano
- 1984 - Anton Kušnir, sciatore freestyle bielorusso
- 1984 - Gift Leremi, calciatore sudafricano († 2007)
- 1984 - Lumidee, cantante e rapper statunitense
- 1984 - Leonel Núñez, ex calciatore argentino
- 1984 - Matías Pérez García, calciatore argentino
- 1984 - Juan Luca Sacchi, arbitro di calcio italiano
- 1984 - Abd Allah bin Mut'ib Al Sa'ud, principe e cavaliere saudita
- 1984 - Frankie Simek, ex calciatore statunitense
- 1984 - Vyaçeslav Sobolev, calciatore kazako
- 1984 - Vasil Vasilev, ex calciatore bulgaro
- 1985 - John Dahlbäck, disc jockey e produttore discografico svedese
- 1985 - Ross Edgley, nuotatore e avventuriero britannico
- 1985 - Giovanni Faloci, discobolo italiano
- 1985 - William Franklin, ex giocatore di football americano statunitense
- 1985 - Robyn Gayle, ex calciatrice canadese
- 1985 - Lucas Horvat, ex calciatore argentino
- 1985 - Brian Hoyer, giocatore di football americano statunitense
- 1985 - Ione Cabrera, calciatore spagnolo
- 1985 - Anke Karstens, snowboarder tedesca
- 1985 - India Martínez, cantante spagnola
- 1985 - Alessandro Marverti, attore italiano
- 1985 - Andrej Meszároš, hockeista su ghiaccio slovacco
- 1985 - Jared Payne, ex rugbista a 15 e allenatore di rugby a 15 neozelandese
- 1985 - Martyn Woolford, ex calciatore inglese
- 1986 - Gabriel Agbonlahor, ex calciatore inglese
- 1986 - Adán Balbín, calciatore peruviano
- 1986 - Carlos Banteaux Suárez, pugile cubano
- 1986 - Isabella Boylston, danzatrice statunitense
- 1986 - Raquel Lee, attrice statunitense
- 1986 - Gilberto Pavan, ex rugbista a 15 e allenatore di rugby a 15 italiano
- 1986 - Riccardo Pavan, ex rugbista a 15 italiano
- 1986 - Sergio Pérez Moya, ex calciatore messicano
- 1986 - Laura Schiavone, canottiera italiana
- 1986 - Pavlo Tymoščenko, pentatleta ucraino
- 1986 - Martin Tóth, calciatore slovacco
- 1986 - Srđan Vidaković, calciatore croato
- 1986 - Kit Weyman, attore canadese
- 1987 - Felicia Kingsley, scrittrice italiana
- 1987 - Elisa Blanchi, allenatrice di ginnastica e ginnasta italiana
- 1987 - Niamh Fahey, calciatrice irlandese
- 1987 - Salvatore Genovese, cestista italiano
- 1987 - Jacopo Giangrande, ex rugbista a 15 italiano
- 1987 - Goran Karanović, ex calciatore serbo
- 1987 - Kōhei Kawata, calciatore giapponese
- 1987 - Joscelin Lowden, ex ciclista su strada britannica
- 1987 - Teresa Lu, golfista taiwanese
- 1987 - Ashley Newbrough, attrice statunitense
- 1987 - Zachery Peacock, cestista statunitense
- 1987 - Chris Smith, cestista statunitense
- 1987 - Tochinoshin Tsuyoshi, lottatore di sumo georgiano
- 1987 - Yvonne Turner, cestista statunitense
- 1987 - Watsaporn Wattanakoon, modella thailandese
- 1987 - Sabrina Windmüller, ex saltatrice con gli sci svizzera
- 1988 - Daniel Beichler, ex calciatore austriaco
- 1988 - Henry Bonello, calciatore maltese
- 1988 - Ineidis Casanova, cestista cubana
- 1988 - Norris Cole, cestista statunitense
- 1988 - Rome Fortune, rapper statunitense
- 1988 - Charles García, cestista costaricano
- 1988 - Sebastian Gishamer, arbitro di calcio austriaco
- 1988 - Erik Grendel, allenatore di calcio e ex calciatore slovacco
- 1988 - Scott Jamieson, ex calciatore australiano
- 1988 - Emrah Kuş, lottatore turco
- 1988 - Chanel Mokango, cestista della Repubblica Democratica del Congo
- 1988 - Enrique Pérez, ex calciatore messicano
- 1988 - Václav Pilař, calciatore ceco
- 1988 - Lukas Schmitz, ex calciatore tedesco
- 1988 - Alexander Szymanowski, calciatore argentino
- 1988 - Gulverd Tomashvili, calciatore georgiano
- 1988 - Maíra Vieira, modella brasiliana
- 1989 - Mohammed Tayeb Al Alawi, calciatore bahreinita
- 1989 - Carlos Alberto Betancur, ex ciclista su strada colombiano
- 1989 - Breno, ex calciatore brasiliano
- 1989 - Aleksandr Erochin, calciatore russo
- 1989 - Jarvis Jones, giocatore di football americano statunitense
- 1989 - Jun Hyo-seong, cantante, ballerina e attrice sudcoreana
- 1989 - Alexandria Ocasio-Cortez, politica statunitense
- 1989 - Slimane, cantante francese
- 1989 - Andre Williamson, cestista statunitense
- 1990 - Mohammed Ali Ayed, calciatore emiratino
- 1990 - Lucas Eberle, calciatore liechtensteinese
- 1990 - Florian Munteanu, attore, modello e kickboxer rumeno
- 1990 - Volkan Fındıklı, calciatore turco
- 1990 - Pooja Hegde, attrice e modella indiana
- 1990 - Justin Jackson, cestista statunitense
- 1990 - Filip Kiss, calciatore slovacco
- 1990 - Katarína Máliková, cantante slovacca
- 1990 - Bailey Noble, attrice statunitense
- 1990 - Park Hwan-hee, attrice sudcoreana
- 1990 - Himesh Patel, attore, musicista e cantante britannico
- 1990 - Ermek Quantaev, calciatore kazako
- 1990 - Andrej Rendla, ex calciatore slovacco
- 1990 - Adrián Sardinero, calciatore spagnolo
- 1990 - Jakob Silfverberg, hockeista su ghiaccio svedese
- 1991 - Amane Shankule, maratoneta etiope
- 1991 - Ramsés Bustos, ex calciatore cileno
- 1991 - Diego Domínguez, attore e cantante spagnolo
- 1991 - Conor Doyle, calciatore irlandese
- 1991 - Tuğberk Gedikli, cestista turco
- 1991 - Oleksandr Kalonov, imprenditore e arbitro di calcio italiano
- 1991 - Patrick Konrad, ciclista su strada austriaco
- 1991 - Trevor Lacey, cestista statunitense
- 1991 - Shane Malcolm, ex calciatore statunitense
- 1991 - Denis Simani, calciatore svizzero
- 1992 - Modou Barrow, calciatore gambiano
- 1992 - Tre' Coggins, ex cestista statunitense
- 1992 - Jacob Conde, ex calciatore statunitense
- 1992 - Aaron Dismuke, doppiatore statunitense
- 1992 - Manuel Feller, sciatore alpino austriaco
- 1992 - Nadine Kostner, ex saltatrice con gli sci italiana
- 1992 - Arthur Maia, calciatore brasiliano († 2016)
- 1992 - Sam Mikulak, ginnasta statunitense
- 1992 - Alfa Ntiallo, cestista guineano
- 1992 - Marko Pajić, cestista sloveno
- 1992 - Sarah Puntigam, calciatrice austriaca
- 1992 - Shelby Rogers, ex tennista statunitense
- 1992 - Carly Wopat, pallavolista statunitense
- 1992 - Roei Zikri, calciatore israeliano
- 1993 - Kristófer Acox, cestista islandese
- 1993 - Alexandra Bunton, cestista australiana
- 1993 - Zinho Gano, calciatore belga
- 1993 - Rodrigo Gomes dos Santos, calciatore brasiliano
- 1993 - Kaito Ishikawa, doppiatore giapponese
- 1993 - Nobuharu Matsushita, pilota automobilistico giapponese
- 1993 - Tatyana Prikhodko, schermitrice kazaka
- 1993 - Joe Ralls, calciatore inglese
- 1993 - Nico Rittmeyer, ex calciatore statunitense
- 1993 - Roh Jae-won, attore sudcoreano
- 1993 - Kōnstantinos Rougkalas, calciatore greco
- 1993 - Dorian Răilean, calciatore moldavo
- 1993 - Filippo Scicchitano, attore italiano
- 1993 - Srđan Spiridonović, calciatore austriaco
- 1993 - Tiffany Trump, socialite statunitense
- 1993 - Houd Zourdani, judoka algerino
- 1994 - Kübra Akman, pallavolista turca
- 1994 - Angélica André, nuotatrice portoghese
- 1994 - Noah Crawford, attore statunitense
- 1994 - Anthony D'Alberto, calciatore congolese (Repubblica Democratica del Congo)
- 1994 - Ian Lariba, tennistavolista filippina († 2018)
- 1994 - Callum Paterson, calciatore scozzese
- 1994 - Everon Pisas, calciatore olandese
- 1994 - Hinako Sano, modella e attrice giapponese
- 1994 - Cyprien Sarrazin, sciatore alpino francese
- 1994 - Jessica Sigsworth, calciatrice britannica
- 1994 - Damano Solomon, calciatore giamaicano
- 1994 - Miguel Tabuena, golfista filippino
- 1994 - Adam Thurston, calciatore inglese
- 1994 - Eddie Vanderdoes, giocatore di football americano statunitense
- 1994 - Yūta Watanabe, cestista giapponese
- 1995 - Francisco Cortés, giocatore di calcio a 5 spagnolo
- 1995 - Aoife Coughlan, judoka australiana
- 1995 - Gethin Jones, calciatore australiano
- 1995 - Ekaterina Konstantinova, pattinatrice di short track russa
- 1995 - Leonardo Morosini, calciatore italiano
- 1995 - Jimin, cantante e compositore sudcoreano
- 1995 - Adrien Perez, calciatore statunitense
- 1995 - Christopher Teichmann, ex calciatore tedesco
- 1995 - Veronika Trnková, pallavolista ceca
- 1995 - Maria Vargas, ginnasta spagnola
- 1996 - Denis Bogdan, pallavolista russo
- 1996 - Emeke Egbule, giocatore di football americano statunitense
- 1996 - Tim Hänni, giocatore di football americano svizzero
- 1996 - Atakan Karazor, calciatore tedesco
- 1996 - Ty Nichols, cestista statunitense
- 1996 - Jonathan Quarcoo, velocista norvegese
- 1996 - Tebello Ramakongoana, maratoneta lesothiano
- 1996 - Octavian Vâlceanu, calciatore rumeno
- 1996 - Joshua Wong, attivista e politico hongkonghese
- 1997 - Ismaël Ankobo, calciatore congolese (Repubblica del Congo)
- 1997 - Ge Manqi, velocista cinese
- 1997 - Rïnat Jwmatov, calciatore kazako
- 1997 - Johanne Killi, ex sciatrice freestyle norvegese
- 1997 - Lorenzo Rajot, calciatore francese
- 1997 - Aaron Refvem, attore statunitense
- 1997 - Fadilou Seck, cestista senegalese
- 1997 - Mike Smith, cestista statunitense
- 1998 - Alessia Capelletti, calciatrice italiana
- 1998 - Alberto Dossena, calciatore italiano
- 1998 - Demeaco Duhaney, calciatore inglese
- 1998 - Krisztofer Durázi, cestista ungherese
- 1998 - Dmitrij Karlagačev, snowboarder russo
- 1998 - Franco Quinteros, calciatore argentino
- 1999 - Moses Brown, cestista statunitense
- 1999 - John Buckley, calciatore inglese
- 1999 - Andrew Capobianco, tuffatore statunitense
- 1999 - David Duke, cestista statunitense
- 1999 - Nell Tiger Free, attrice britannica
- 1999 - Jesper Isaksen, calciatore norvegese
- 1999 - Anna Kotikova, pallavolista russa
- 1999 - Alexander Lecaros, calciatore peruviano
- 1999 - Paul Mensah, calciatore ghanese
- 1999 - Zsombor Piros, tennista ungherese
- 1999 - Andreas Poulsen, calciatore danese
- 1999 - Sarah Wijnants, calciatrice belga
- 2000 - Rahmat Abdullah, sollevatore indonesiano
- 2000 - Kyrylo Carenko, ciclista su strada e pistard ucraino
- 2000 - Sergio Carreira, calciatore spagnolo
- 2000 - Josh Flint, calciatore inglese
- 2000 - Tomáš Macháč, tennista ceco
- 2000 - Federico Mori, rugbista a 15 italiano
- 2000 - Sexmane, rapper e cantante finlandese

## XXI secolo(24)
- 2001 - De'Von Achane, giocatore di football americano statunitense
- 2001 - Jaylen Clark, cestista statunitense
- 2001 - André Curbelo, cestista portoricano
- 2001 - Demba Diallo, calciatore maliano
- 2001 - Caleb McLaughlin, attore statunitense
- 2001 - Nordin Musampa, calciatore olandese
- 2001 - Ruke Orhorhoro, giocatore di football americano nigeriano
- 2001 - Paolo Reyna, calciatore peruviano
- 2001 - Cam Thomas, cestista statunitense
- 2001 - Hákon Rafn Valdimarsson, calciatore islandese
- 2001 - Celestino Vietti, pilota motociclistico italiano
- 2002 - Ibou Badji, cestista senegalese
- 2002 - Martina Basile, ex ginnasta italiana
- 2002 - Nick Martin, giocatore di football americano statunitense
- 2002 - Oscar Onley, ciclista su strada britannico
- 2002 - Maason Smith, giocatore di football americano statunitense
- 2002 - Zhao Jie, martellista cinese
- 2003 - Korbin Albert, calciatrice statunitense
- 2003 - Martyna Czyrniańska, pallavolista polacca
- 2003 - Laurina Fazer, calciatrice francese
- 2004 - Matas Buzelis, cestista statunitense
- 2005 - Belmar Joseph, calciatore haitiano
- 2006 - Pranav Venkatesh, scacchista indiano
- 2009 - Alice Lee, scacchista statunitense